# 奥澤敬太郎
奥澤 敬太郎（おくざわ けいたろう、1847年（弘化4年）3月 - 1909年（明治42年）7月22日）は、日本の柔術家。戸田流（気楽流）柔術師範や天神真楊流師範。戸田流（気楽流）免許皆伝16世、柔道整復師として知られた。本姓は黒須であり奥澤七事斎良重三造の養子となった。本籍は栃木県山田郡（現・群馬県山田郡）である。
天神真楊流では井上敬太郎柳均斎源正房と名乗った。

## 略歴
1866年（慶応2年）に養父が姉小路公の朝廷御用人となるも尊王攘夷運動にかかわり獄死した後、引き続き新政府に奉職。明治4年（1871年）有栖川宮熾仁親王の福岡県令にともない福岡に随行、東京に戻り、明治6年6月には、下谷五條町町（（現）上野公園）で、磯正智、正信、素行、福田八之助らと柔術の撃剣興行に参加、明治７年（1874年）２月に元老院の下級官吏等をしたのちに明治９年（1876年）4月に免官。
柔術は、戸田流（気楽流）を養父　奥澤三造（七事斎）より学び免許皆伝を受け、 天神真楊流は磯又右エ門より学び免許。
養父　奥澤七時斎の柔術道場、接骨を引き継ぎ、明治新政府による廃刀令後の1876年（明治9年）に東京府東京市本郷区湯島天神下同朋町に、修心館道場を開き、骨接ぎと柔術教授を行う。
修心館の近隣にあった、昌平坂学問所、開成所、医学所を統合して設立された大学校（現・東京大学）の生徒や後の講道館の加納治五郎、添田壽一、阪谷芳郎、保利眞直、井上通泰、三浦謹之助、山口弘達、子の奥澤勘一、娘婿の井上縫太郎らに柔術を指導した。
学生への柔術、門弟の嘉納治五郎が学習院教頭となったことなどから、後に学習院初代柔道師範（明治16年4月～19年3月）となる、また、学生への武術、柔道指導に熱心であり、東京美術学校（現東京芸術大学）で体操、柔道教官を務めた。
接骨（ほねつぎ）については、　明治７（1874）年の医制改革後、骨接ぎ、漢方医は不安定な立場となり、その後、明治18（1885）年、「入歯歯抜口中療治接骨取締方」により、接骨の禁止令が出されたのちは、内務省令の按摩術営業取締規則の改正につき、門弟の三浦医学博士らの助力により請願を行い、没後の明治44(1911)年８月に改正を実現した。
孫は井上武雄(東京医専卒、整形外科医)であり、講道館柔道として修心館を継いだが後に宮城県仙台市に移った。